# Hysteria (película)
Hysteria es una película británica cómico-romántica de 2011 dirigida por Tanya Wexler y protagonizada por Maggie Gyllenhaal y Hugh Dancy con Felicity Jones, Jonathan Pryce y Rupert Everett en papeles secundarios. El filme, ambientado en la época victoriana, narra el tratamiento de la histeria femenina en esa época y cómo llevó a la invención del vibrador.

## Argumento
El Dr. Mortimer Granville (Hugh Dancy) es un joven médico que constantemente tiene problemas con sus colegas por sus puntos de vista modernos sobre la medicina. Granville es contratado como asistente por el Dr. Dalrymple (Jonathan Pryce), cuyo consultorio se especializa en el tratamiento de la histeria, un mal diagnosticado comúnmente a las mujeres de la época, cuyo tratamiento consistía en masajes en el área genital, el cual permanecía cubierta por una cortina durante el procedimiento, para causar «convulsiones paroxísticas», que en realidad eran orgasmos. El joven también es presentado a las hijas del doctor: Emily (Felicity Jones) y Charlotte (Maggie Gyllenhaal), esta última una feminista premoderna que administra una casa de beneficencia en uno de los barrios pobres de Londres.
Granville muestra gran habilidad en los masajes y rápidamente crea una base de clientas. Al mismo tiempo, el Dr. Dalrymple propone un matrimonio entre Emily y su asistente. Una noche, después del trabajo, Charlotte llega al consultorio con su amiga Fannie (Ashley Jensen), quien se ha quebrado un tobillo, y Granville le ofrece tratamiento. Sin embargo, Dalrymple prohíbe al joven ayudar a su hija, esperando que esto la disuada de seguir trabajando en los barrios marginales. Mientras tanto, el volumen de clientes empieza a afectar los músculos de las manos de Granville y finalmente no puede seguir, por lo que es despedido. Sin embargo, cuando visita a su amigo Lord Edmund St. John-Smythe (Rupert Everett), descubre que este ha inventado un plumero eléctrico cuyas vibraciones le dan la idea a Granville de usarlo como un masajeador eléctrico. Después de probarlo exitosamente en Molly (Sheridan Smith), la mucama del Dr. Dalrymple, Granville convence al doctor para usarlo en sus pacientes, resultando en un éxito masivo. Gracias a esto, Mortimer y Emily se comprometen, mientras que Charlotte lucha para poder mantener la casa de beneficencia.
En la fiesta de compromiso, Charlotte es arrestada cuando trata de defender a Fannie de un policía. Emily y Dalrymple le piden a Mortimer que testifique que sufre de histeria para que no sea condenada a cadena perpetua. Durante el juicio, el fiscal recomienda que sea recluida a un sanatorio y sometida a una histerectomía, pero Mortimer la defiende, diciendo que los síntomas de la histeria son demasiado comunes como para considerarla una enfermedad mental y que Charlotte es la persona más generosa y solícita que conoce. El juez concuerda con él y sentencia a Charlotte a solo 30 días de prisión.
Emily decide terminar su compromiso después de darse cuenta de que lo hacía solo para complacer a su padre. Mientras tanto, el vibrador se convierte un producto médico de amplia distribución, reduciendo el tiempo de tratamiento e incrementando la satisfacción de las clientas. Las regalías de su venta hacen que Granville se vuelva rico. A la vez, se da cuenta de que se enamoró de Charlotte, por lo que la espera a la salida de la prisión y, después de ofrecerle su dinero para establecer una clínica en la casa de beneficencia, le propone matrimonio, el cual ella acepta.

## Reparto
- Hugh Dancy como el Dr. Mortimer Granville
- Maggie Gyllenhaal como Charlotte Dalrymple
- Jonathan Pryce como el Dr. Robert Dalrymple
- Felicity Jones como Emily Dalrymple
- Rupert Everett como Lord Edmund St. John-Smythe
- Ashley Jensen como Fanny
- Sheridan Smith como Molly
- Gemma Jones como Lady St. John-Smythe
- Malcolm Rennie como Lord St. John-Smythe
- Kim Criswell como la Sra. Castellari
- Georgie Glen como la Sra. Parsons
- Anna Chancellor como la Sra. Bellamy
- Tobias Menzies como el Sr. Squyers

## Trasfondo histórico
El masaje genital había sido un remedio médico desde la antigüedad y la histeria siguió siendo reconocida como una enfermedad por la Asociación Estadounidense de Psiquiatría hasta 1952. Joseph Mortimer Granville solicitó la primera patente para un vibrador electromecánico con el nombre de Granville's Hammer (Martillo de Granville) en 1883, pero no con la intención de que se usara para el tratamiento de la histeria sino para desórdenes musculares y fueron otros doctores quienes lo empezaron a usar como un masajeador para el área genital.

## Recepción
La película recibió críticas mixtas, con una puntuación de 53/100 con base en 33 críticas en Metacritic. Rotten Tomatoes reportó una puntuación de 57% con base en 117 críticas y un consenso de que «Hysteria tiene un tema interesante pero su tono intermitente y vagamente sarcástico no ayuda en lo más mínimo al filme».